# Kimber James
Kimber James, née le 2 avril 1988 à Miami (Floride), est une actrice pornographique américaine. Elle a reçu, en 2010, l'AVN Award décerné à la meilleure actrice transgenre de l'année.

## Biographie
Kimber James est intersexe. Elle est née avec le syndrome de Klinefelter et a commencé sa transition à l'âge de 12 ans. Elle commence sa carrière dans l'industrie pornographique en tant qu'assistante de l'actrice transgenre Gia Darling, avant de faire ses premiers pas d'actrice dans Transsexual Babysitters 4.
En 2008, elle devient la première actrice transgenre a signer un contrat avec l'agence LA Direct Models. En juin 2009, elle tourne sa première scène avec une femme, Angelina Valentine.
En mai 2010, elle apparait dans Maxim.

## Filmographie partielle
- Exxxit: Life After Porn (2010, documentaire, non pornographique)
- Club Kimber James: Transsexual Superstars (2009)
- Not Married With Children XXX (2009, rôle non pornographique)
- She Male Strokers 32 (2009)
- Buddy Wood's Kimber James (2008, premier titre centré sur elle)
- Transsexual Babysitters 4 (2007, son premier film)

## Distinctions
- 2010 AVN Award Actrice transgenre de l'année (Transsexual Performer of the Year)[2]

### Nominations
- 2011 AVN Award Transsexual Performer of the Year